# Crimson Peak. Wzgórze krwi

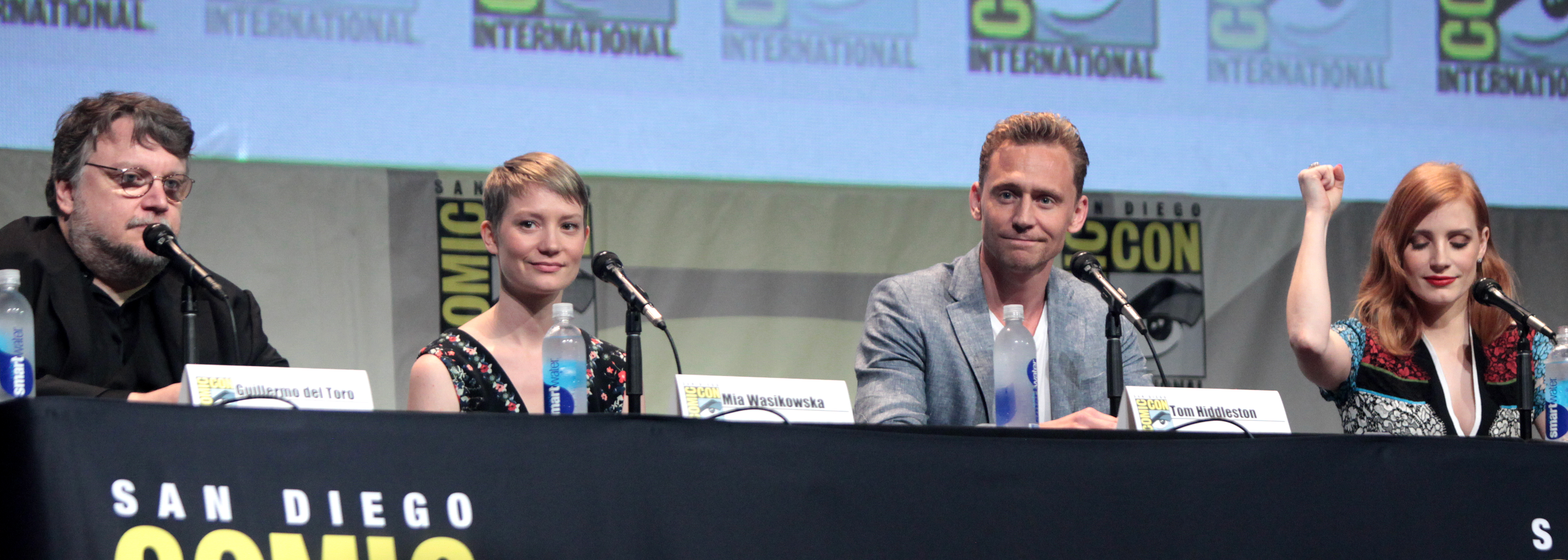
Guillermo del Toro, Wasikowska, Hiddleston i Chastain (2015)

Crimson Peak. Wzgórze krwi – amerykański horror z 2015 roku w reżyserii Guillermo del Toro.

## Fabuła
Historia zaczyna się w dzieciństwie Amerykanki Edith Cushing (Mia Wasikowska), gdy objawia się jej duch zmarłej niedawno matki, ostrzegającej ją przed "wzgórzem krwi". Później, w 1901 roku, gdy Edith jest już dorosłą kobietą, związuje się ona ze zubożałym arystokratą sir Thomasem Sharpe (Tom Hiddleston). Ojciec Edith chce odwieść córkę od tego małżeństwa, ale zostaje zamordowany po tym, jak odkrywa fakty mogące zaszkodzić reputacji Sharpe’a, przez co jego rodzinie kończą się środki na życie i główna bohaterka jest zmuszona do wyjścia za mąż. Thomas Sharpe, który wkrótce po zawarciu związku wyjeżdża z Edith do swojego rodzinnego domu w Anglii, podupadłej neogotyckiej posiadłości stojącej na wzgórzu z jaskrawoczerwonej gliny, przez co nazywane jest krwawym wzgórzem.
Edith poznaje tam siostrę męża, Lucille (Jessica Chastain). Wkrótce potem protagonistka zaczyna widzieć poruszającą się po budynku upiorną szkarłatną zjawę starszej kobiety, a później także duchy młodej kobiety i jej dziecka. Edith odkrywa, że jej mąż żenił się już wielokrotnie, a każda z tych żon szybko umierała, zostawiając w spadku swój majątek. Ponadto Thomas i Lucilla okazują się być w kazirodczym związku. Duch starszej kobiety okazuje się matką rodzeństwa Sharpe, zamordowaną przez nich samych w ich młodości. Podobnie jest z duchem młodszej kobiety, zamordowanej żony Sharpe’a. Duch dziecka jest owocem kazirodztwa Sharpe’ów, które spowodowało bardzo wczesną śmierć dziecka. Lucilla, słysząc od Edith o tym, że wie ona o morderstwach i kazirodztwie, zamierza zabić kobietę przez zrzucenie jej z okna, ale ta przeżywa.
Znajomy Edith, Dr Alan McMichael, znajduje dokumenty odkryte przez ojca Edith i przybywa do Anglii aby ją uratować. Po dotarciu zostaje jednak raniony przez Thomasa, który nie zabija go gdyż zaczyna mieć dość swojej zaborczej siostry i naprawdę odczuwa sympatię do Edith. Gdy prosi siostrę o to, żeby zostawiła Edith przy życiu, Lucilla wpada w szał i zabija go. Edith zabija Lucille podczas walki o życie. Po powrocie z Alanem do USA opisuje ona swoje przeżycia w powieści pod tytułem Wzgórze krwi.

## Obsada
- Mia Wasikowska jako Edith Cushing
- Jessica Chastain jako Lucille Sharpe
- Tom Hiddleston jako Thomas Sharpe
- Charlie Hunnam jako dr Alan McMichael
- Jim Beaver jako Carter Cushing
- Burn Gorman jako Holly
- Leslie Hope jako pani McMichael
- Doug Jones jako Matka Edith, Lady Sharpe
- Jonathan Hyde jako Ogilvie
- Bruce Gray jako Ferguson
- Emily Coutts jako Eunice
- Alec Stockwell jako Finlay
- Sofia Wells jako młoda Edith
- Joanna Douglas jako pokojówka Annie
- Bill Lake jako koroner
- Matia Jackett jako młoda Eunice[2]

## Produkcja
Według początkowych założeń, rolę Edith Cushing miała zagrać Emma Stone, która zrezygnowała z powodu napiętego terminarza.
W filmie miał zagrać również Benedict Cumberbatch, lecz zrezygnował z niewiadomych powodów.
Film kręcono w Toronto, Hamilton i Kingston od 5 lutego do 3 maja 2014.

## Nagrody i nominacje
Saturny 2016
Wygrane w kategoriach:
- Najlepszy horror
- Najlepsza aktorka drugoplanowa dla Jessiki Chastain
- Najlepsza scenografia dla Thomasa E. Sandersa

Nominacje w kategoriach:
- Najlepsza aktorka dla Mii Wasikowskiej
- Najlepsza reżyseria dla Guillermo del Toro
- Najlepszy scenariusz dla Guillermo del Toro i Matthew Robbinsa
- Najlepsza muzyka dla Fernando Velázqueza
- Najlepsza charakteryzacja
- Najlepsze kostiumy dla Kate Hawley

Amerykańska Gildia Kostiumologów (2016)
Nominacja w kategorii "Najlepsze kostiumy w filmie kostiumowym" dla Kate Hawley
Amerykańska Gildia Scenografów (2016)
Nominacja w kategorii "Najlepsza scenografia w filmie kostiumowym" dla Thomasa E. Sandersa